# Christopher Wreh
Christopher Wreh   (Monròvia, 14 de maig de 1975) és un exfutbolista liberià de la dècada de 1990.
Fou internacional amb la selecció de futbol de Libèria.
Pel que fa a clubs, destacà a AS Monaco FC i Arsenal FC.
Fou entrenador de la selecció de Libèria sots 21 i assistent de la selecció absoluta.